# Saint-Sauveur-Lalande
Saint-Sauveur-Lalande település Franciaországban, Dordogne megyében. Lakosainak száma 149 fő (2022. január 1.). Saint-Sauveur-Lalande Beaupouyet, Saint-Géraud-de-Corps, Saint-Rémy és Saint-Martial-d’Artenset községekkel határos.

## Népesség
A település népessége az elmúlt években az alábbi módon változott:
| Lakosok száma | 146  | 121  | 129  | 116  | 144  | 147  | 156  | 149  | 146  | 149  |
|               | 1968 | 1982 | 1990 | 2006 | 2013 | 2015 | 2017 | 2019 | 2020 | 2022 |